# Syndrom Bullerbyn

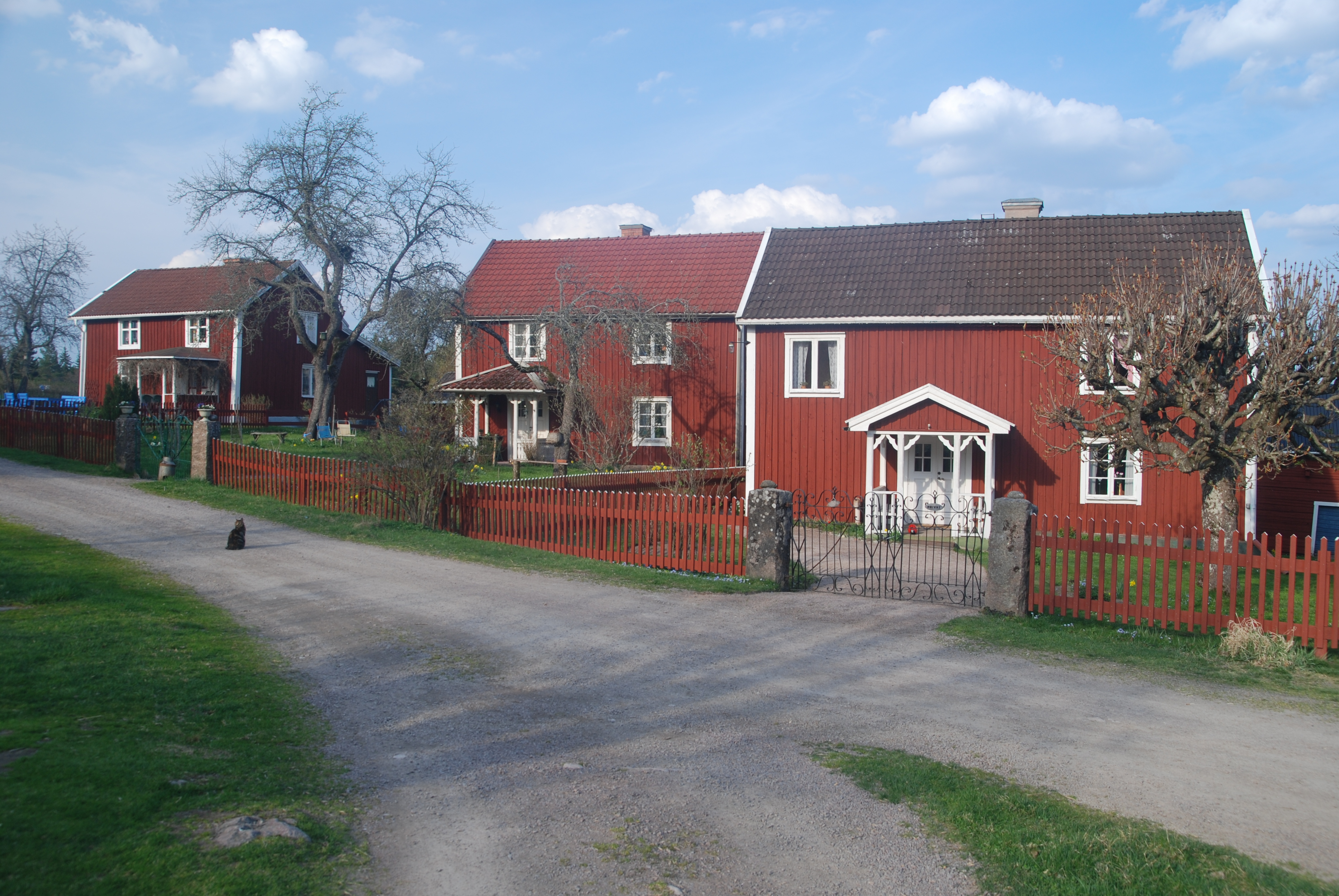
Domy w Sevedstorp w Kalmar w Szwecji, model i miejsce filmowania Bullerbyn.

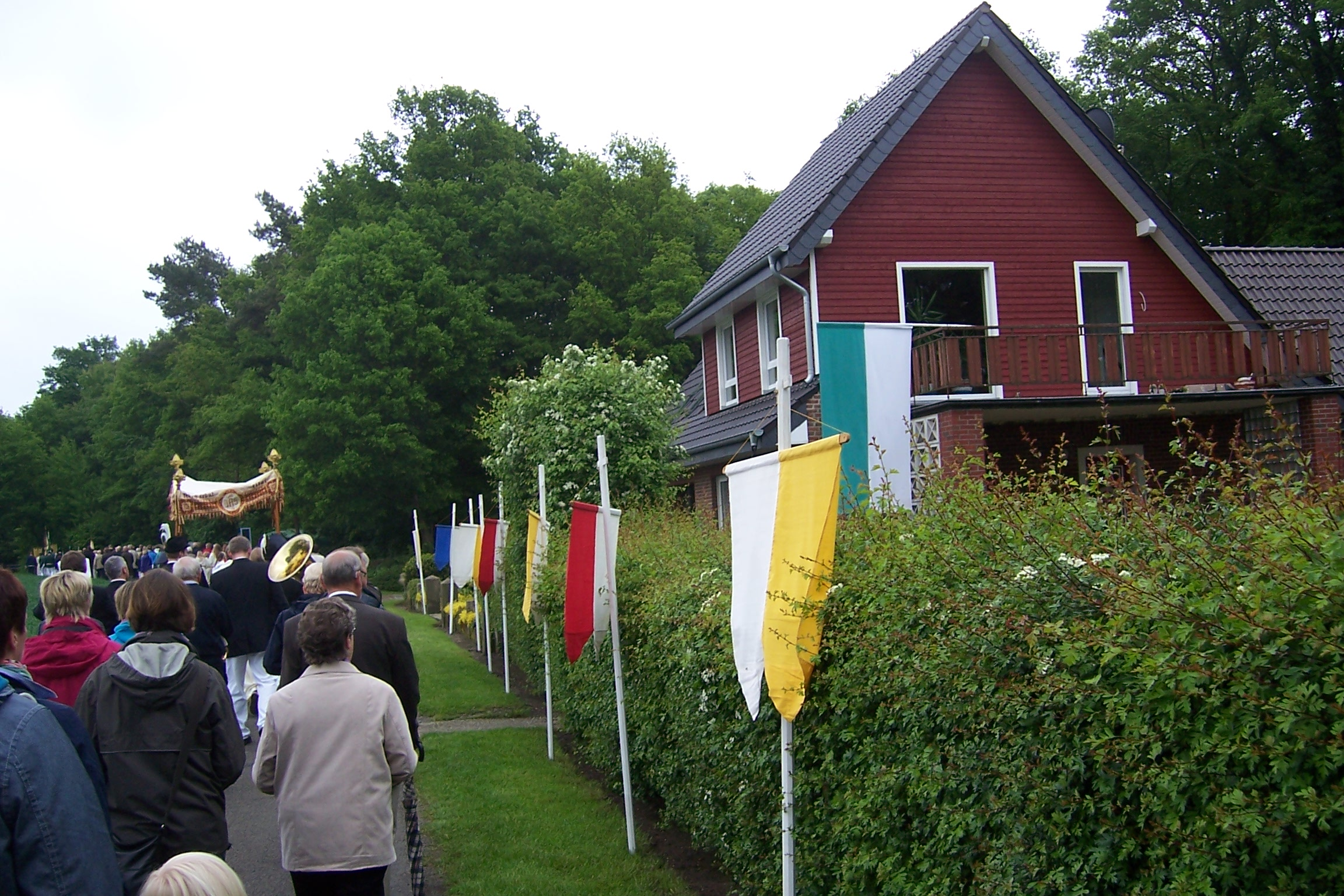
Schwedenhaus (Dom Szwedzki), dom w stylu szwedzkim w czerwieni faluńskiej w Ochtrup w Nadrenii Północnej-Westfalii w Niemczech.

Syndrom Bullerbyn (niem. Bullerbü-Syndrom) – wyidealizowany obraz Szwecji występujący w krajach niemieckojęzycznych. Przejawia się stereotypowym wyobrażeniem Szwecji, zawierającym czerwone drewniane domy, zielone lasy, czyste jeziora, łosie i blondwłosych, niebieskookich, uśmiechniętych ludzi. Pojęcie pochodzi z powieści Astrid Lindgren Dzieci z Bullerbyn, która opisuje życie na szwedzkiej wsi jako idyllę.
Fenomenem zajął się Berthold Franke z Instytutu Goethego w Sztokholmie, publikując o nim kilka artykułów w „Svenska Dagbladet”. Uważa on, że chodzi tu nie tylko o obraz Szwecji, ale również o tęsknotę za lepszymi Niemcami. Szwecja symbolizuje zdrowe społeczeństwo i nieskażoną naturę. Sympatia do szwedzkiej utopii przejawia się w wycieczkach do Szwecji, a także kupowaniem domów na prowincji.
Pojęcie „Syndrom Bullerbyn” było „słowem miesiąca” w słowniku Rady Języka Szwedzkiego. Na fali popularności Szwecji i twórczości Astrid Lindgren szwedzki oddział Instytutu Goethego zorganizował w 2008 roku wystawę „Pippi na trasie w Niemczech”.